# Køge Kommune
Køge Kommune ist eine dänische Kommune auf der Insel Seeland. Sie entstand am 1. Januar 2007 im Zuge der Kommunalreform 2007 durch Vereinigung der „alten“ Køge Kommune mit der bisherigen Skovbo Kommune, beide im Roskilde Amt.
Køge Kommune besitzt eine Gesamtbevölkerung von 62.458 Einwohnern (1. Januar 2023) und eine Fläche von 256,50 km². Sie ist Teil der Region Sjælland. Der Sitz der Verwaltung ist in Køge.

## Kirchspielsgemeinden und Ortschaften in der Kommune
Auf dem Gemeindegebiet liegen die folgenden Kirchspielsgemeinden (dän.: Sogn) und Ortschaften mit über 200 Einwohnern (byer nach Definition der dänischen Statistikbehörde); Einwohnerzahl am 1. Januar 2023, bei einer eingetragenen Einwohnerzahl von Null hatte der Ort in der Vergangenheit mehr als 200 Einwohner:
| Nr. | Kirchspiel       | Einwohner | Ortschaft            | Einwohner   |
| --- | ---------------- | --------- | -------------------- | ----------- |
| 08  | Bjæverskov Sogn  | 5.197     | Bjæverskov Vemmedrup | 3.126 1.613 |
| 10  | Boholte Sogn     | 6.679     |                      |             |
| 01  | Borup Sogn       | 3.983     | Borup                | 4.833       |
| 02  | Ejby Sogn        | 3.738     | Ejby                 | 3.088       |
| 07  | Gørslev Sogn     | 1.023     | Slimminge            | 496         |
| 15  | Herfølge Sogn    | 12.253    | Vedskølle            | 263         |
| 03  | Højelse Sogn     | 8.058     | Lille Skensved       | 1.550       |
| 05  | Kimmerslev Sogn  | 373       |                      |             |
| 11  | Køge Sogn        | 11.138    | Køge                 | 38.588      |
| 09  | Lellinge Sogn    | 1.003     | Lellinge             | 740         |
| 13  | Lidemark Sogn    | 301       |                      |             |
| 06  | Nørre Dalby Sogn | 2.132     | Nørre Dalby          | 551         |
| 14  | Sædder Sogn      | 1.489     | Algestrup            | 931         |
| 12  | Vollerslev Sogn  | 277       |                      |             |
| 04  | Ølsemagle Sogn   | 4.854     |                      |             |

1. 1 2 3 4 5 6  Die Stadt Køge erstreckt sich über die Kirchspiele Boholte, Herfølge, Højelse, Køge und Ølsemagle.
2. ↑  Die Ortschaft Vedskølle liegt im Südosten der Kommune. Sie gehört im Wesentlichen zur Køge Kommune, aber auch zu einem kleinen Teil zur Stevns Kommune.
3. ↑  Die Ortschaft Lille Skensved im Nordwesten der Køge Kommune gehört ebenfalls zu einem kleinen Teil zur Solrød Kommune.
4. ↑  Das Kirchspiel Sædder Sogn liegt zum Teil auf dem Gebiet der Faxe Kommune.

## Einwohnerentwicklung
| Køge Kommune – Einwohnerzahl jeweils am 1. Januar | Køge Kommune – Einwohnerzahl jeweils am 1. Januar | Køge Kommune – Einwohnerzahl jeweils am 1. Januar | Køge Kommune – Einwohnerzahl jeweils am 1. Januar | Køge Kommune – Einwohnerzahl jeweils am 1. Januar | Køge Kommune – Einwohnerzahl jeweils am 1. Januar | Køge Kommune – Einwohnerzahl jeweils am 1. Januar | Køge Kommune – Einwohnerzahl jeweils am 1. Januar | Køge Kommune – Einwohnerzahl jeweils am 1. Januar | Køge Kommune – Einwohnerzahl jeweils am 1. Januar | Køge Kommune – Einwohnerzahl jeweils am 1. Januar | Køge Kommune – Einwohnerzahl jeweils am 1. Januar |
| Jahr                                              | 1980                                              | 1985                                              | 1990                                              | 1995                                              | 2000                                              | 2005                                              | 2008                                              | 2009                                              | 2010                                              | 2011                                              | 2023                                              |
| ------------------------------------------------- | ------------------------------------------------- | ------------------------------------------------- | ------------------------------------------------- | ------------------------------------------------- | ------------------------------------------------- | ------------------------------------------------- | ------------------------------------------------- | ------------------------------------------------- | ------------------------------------------------- | ------------------------------------------------- | ------------------------------------------------- |
| Einwohner                                         | 34.511                                            | 35.518                                            | 36.821                                            | 38.235                                            | 38.820                                            | 40.053                                            | 56.637                                            | 56.848                                            | 57.125                                            | 57.271                                            | 62.458                                            |

## Partnerstädte
Die Køge Kommune unterhält folgende Städtepartnerschaften:
- Finnland: Espoo
- Island: Skagafjörður
- Norwegen: Kongsberg
- Schweden: Kristianstad